# Уолнат-Гров (город, Миннесота)
Уолнат-Гров (англ. Walnut Grove) — город в округе Редвуд, штат Миннесота, США. На площади 2,7 км² (2,7 км² — суша, водоёмов нет), согласно переписи 2002 года, проживают 599 человек. Плотность населения составляет 223,1 чел./км².
- Телефонный код города — 507
- Почтовый индекс — 56180
- FIPS-код города — 27-67846[1]
- GNIS-идентификатор — 0653743[2]